# 러셀 암스

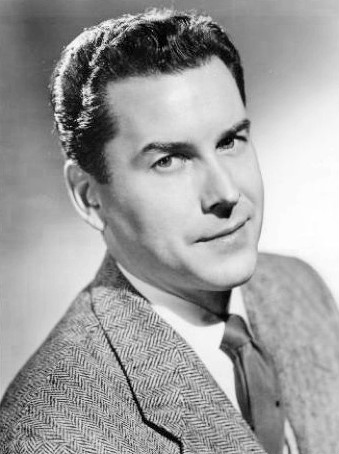

러셀 암스(Russell Arms, 1920년 2월 3일 ~ 2012년 2월 13일)는 미국의 배우, 가수, 싱어송라이터, 텔레비전 배우이다.
버클리에서 태어났다.

## 영화
- 닥터 웰비 (1969년)
- 서부의 파라딘 (1957년)
- 페리 메이슨 (1957년)
- 바이 더 라이트 오브 더 실버리 문 (1953년)
- 아버지와 인생을 (1947년)
- 만찬에 온 사나이 (1942년)
- 올웨이스 인 마이 하트 (1942년)